# Vimeu

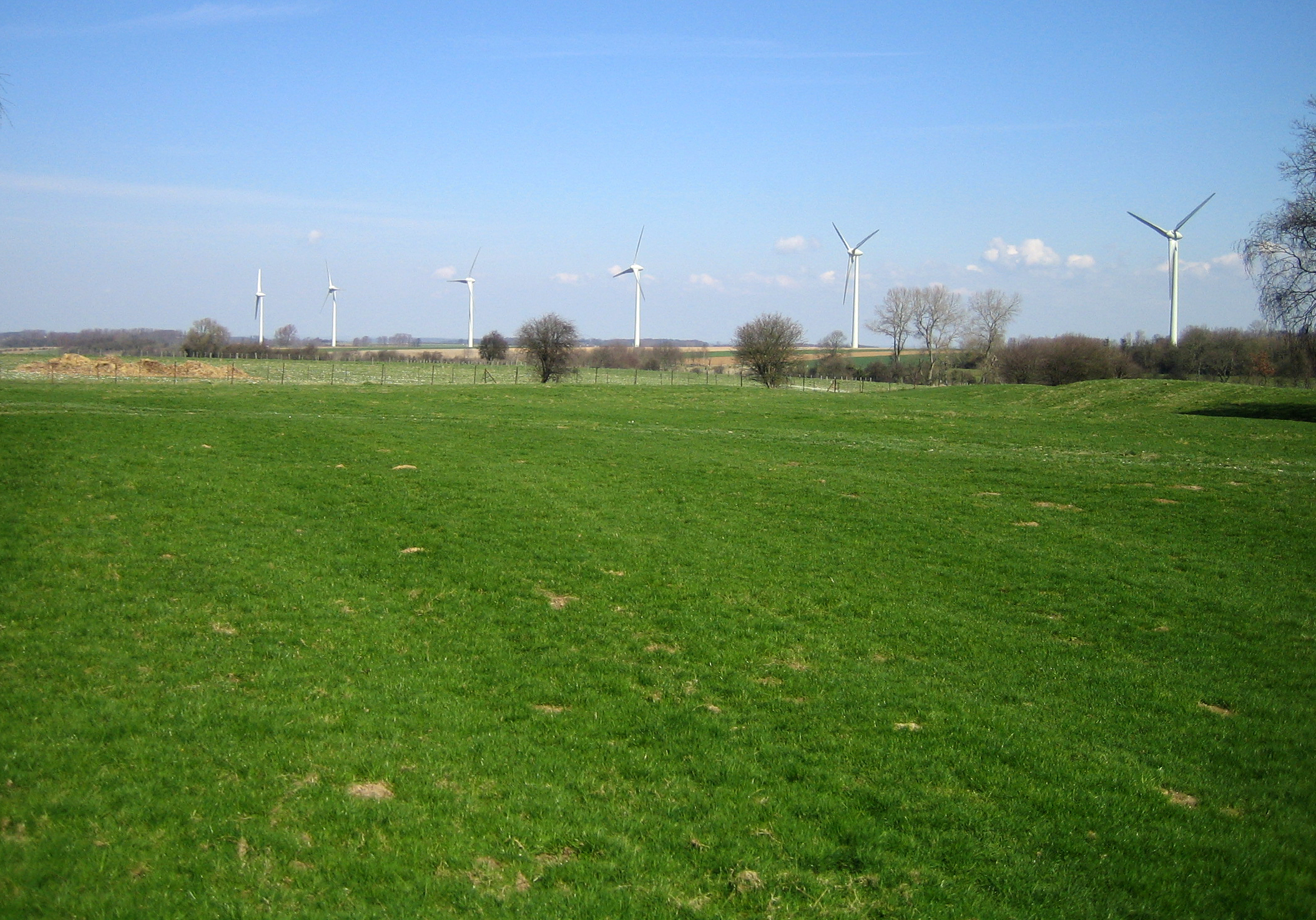
Windkraftanlagen auf dem Vimeu-Plateau

Vimeu ist der Name einer Landschaft im Westen der Picardie in Frankreich, die durch die Bresle im Süden und die Somme im Norden begrenzt wird. Es handelt sich dabei um ein weitläufiges Kreide-Plateau auf 100 bis 170 Meter Höhe, leicht gewellt und in einer Hanglage von Südost nach Nordwest, und mit langen und tiefen trockenen Tälern. Nachbarregionen sind im Norden Marquenterre und Ponthieu und das Amiénois im Osten.
Die Böden bestehen aus Tonmineralen und Kreide, die von Silt und Sand bedeckt sind. Das Klima ist ozeanisch mit einer Durchschnittstemperatur von 10 °C und jährlichen Niederschlägen von 800 bis 900 Millimetern und wenig Frosttagen. Der Wind weht vorwiegend aus West.